# Nivell Fermi

Fermi-Dirac distribution vs. energy, with μ = 0.55 eV and for various temperatures in the range 50 K ≤ T ≤ 375 K.

El nivell de Fermi d'un cos en estat sòlid és el treball termodinàmic necessari per afegir un electró al cos. És una magnitud termodinàmica generalment denotada per µ o EF tot abreujant. El nivell de Fermi no inclou el treball necessari per eliminar l'electró d'on vingui. Una comprensió precisa del nivell de Fermi (com es relaciona amb l'estructura de la banda electrònica per determinar les propietats electròniques, com es relaciona amb la tensió i el flux de càrrega en un circuit electrònic) és essencial per a la comprensió de la física de l'estat sòlid.

Ompliment dels estats electrònics en diversos tipus de materials en equilibri. Aquí, l'alçada és l'energia mentre que l'amplada és la densitat dels estats disponibles per a una determinada energia del material enumerat. L'ombra segueix la distribució Fermi-Dirac (negre: tots els estats plens, blanc: cap estat ple). En metalls i semimetalls, el nivell de Fermi EF es troba dins d'almenys una banda. En aïllants i semiconductors el nivell de Fermi es troba dins d'una banda intercalada; tanmateix, en els semiconductors les bandes estan prou a prop del nivell de Fermi per ser poblades tèrmicament amb electrons o forats.

En la teoria de l'estructura de bandes, utilitzada en la física de l'estat sòlid per analitzar els nivells d'energia en un sòlid, el nivell de Fermi es pot considerar com un nivell d'energia hipotètic d'un electró, de manera que a l'equilibri termodinàmic aquest nivell d'energia tindria una probabilitat del 50% de estar ocupat en un moment donat. La posició del nivell de Fermi en relació amb els nivells d'energia de la banda és un factor crucial per determinar les propietats elèctriques. El nivell de Fermi no es correspon necessàriament amb un nivell d'energia real (en un aïllant, el nivell de Fermi es troba en el band gap), ni requereix l'existència d'una estructura de banda. No obstant això, el nivell de Fermi és una quantitat termodinàmica definida amb precisió, i les diferències en el nivell de Fermi es poden mesurar simplement amb un voltímetre.
De vegades es diu que els corrents elèctrics són impulsats per diferències de potencial electroestàtic (potencial de Galvani), però això no és exactament cert. Com a contraexemple, els dispositius multimaterial com les unions p–n contenen diferències de potencial electroestàtic internes a l'equilibri, però sense cap corrent net acompanyant; si hi ha un voltímetre connectat a la unió, només es mesura zero volts. És evident que el potencial electroestàtic no és l'únic factor que influeix en el flux de càrrega en un material: la repulsió de Pauli, els gradients de concentració de portadors, la inducció electromagnètica i els efectes tèrmics també tenen un paper important.
De fet, la quantitat anomenada tensió mesurada en un circuit electrònic té una relació senzilla amb el potencial químic dels electrons (nivell de Fermi). Quan els cables d'un voltímetre estan connectats a dos punts d'un circuit, la tensió mostrada és una mesura del treball total transferit quan es permet que una unitat de càrrega es mogui d'un punt a un altre. Si es connecta un cable senzill entre dos punts de diferent tensió (formant un curtcircuit), el corrent fluirà de la tensió positiva a la negativa, convertint el treball disponible en calor.